# Landtagswahl in Mecklenburg-Vorpommern 1990
- LL/PDS: 12
- SPD: 21
- FDP: 4
- CDU: 29

- Regierung: 33
- Opposition: 33

Die Landtagswahl in Mecklenburg-Vorpommern 1990 war die erste Wahl des Landtags seit der Wiederbegründung des Landes Mecklenburg-Vorpommern infolge der Wiedervereinigung Deutschlands am 3. Oktober 1990. Sie fand am 14. Oktober 1990 statt.

## Wahlverfahren
Die erste freie und demokratische Wahl des Landtags von Mecklenburg-Vorpommern, wie auch die am selben Tag stattfindenden Landtagswahlen in den übrigen neuen Bundesländern, wurde auf der Grundlage des von der Volkskammer am 22. Juli 1990 verabschiedeten Gesetzes über die Wahlen zu den Landtagen in der Deutschen Demokratischen Republik gewählt. Dieses orientierte sich am Bundeswahlgesetz und wies ebenfalls eine personalisierte Verhältniswahl mit Erst- und Zweitstimme auf, mit denen jeweils zur Hälfte Direkt- und Listenkandidaten gewählt wurden. Über die Verteilung der 66 Mandate entschied allein der Anteil der Zweitstimmen, berechnet wurde sie durch das Hare/Niemeyer-Verfahren. Es galt die Fünf-Prozent-Hürde sowie eine Grundmandatsklausel bei drei gewonnenen Direktmandaten. Die Legislaturperiode betrug vier Jahre.
Das aktive wie das passive Wahlrecht haben alle volljährigen Deutschen, die seit mindestens drei Monaten ihren Hauptwohnsitz in Mecklenburg-Vorpommern haben.

## Ausgangssituation
| Ergebnisse der Volkskammer- und Kommunalwahlen 1990 | Ergebnisse der Volkskammer- und Kommunalwahlen 1990 | Ergebnisse der Volkskammer- und Kommunalwahlen 1990 |
| Partei                                              | Volkskammerwahl 18. März 1990                       | Kommunalwahl 6. Mai 1990                            |
| --------------------------------------------------- | --------------------------------------------------- | --------------------------------------------------- |
| CDU                                                 | 36,3 %                                              | 27,8 %                                              |
| SPD                                                 | 23,4 %                                              | 20,6 %                                              |
| PDS                                                 | 22,8 %                                              | 19,0 %                                              |
| FDP                                                 | 3,6 %                                               | 6,4 %                                               |
| Bündnis 90                                          | 2,4 %                                               | -                                                   |
| Bündnis 90/Neues Forum                              | -                                                   | 5,3 %                                               |
| Grüne                                               | 2,0 %                                               | 2,4 %                                               |
| Sonstige                                            | 9,5 %                                               | 24,0 %                                              |
| Beteiligung                                         | 92,9 %                                              | 72,4 %                                              |

Die Landtagswahl fand elf Tage nach der Deutschen Einigung statt, zeitgleich mit den Landtagswahlen in den anderen Neuen Bundesländern. Sie war nach der Volkskammer- und der Kommunalwahl bereits die dritte Wahl im Jahr 1990 in der Folge der Umbrüche in der DDR. Sechs Wochen später fand die Bundestagswahl statt. Bei beiden Wahlen lag die CDU deutlich vor der SPD und der PDS, so dass sie auch bei der Landtagswahl als Favorit galt.
In der CDU hatte sich Alfred Gomolka in einer Stichwahl überraschend gegen den Schweriner Georg Diederich als Spitzenkandidat durchgesetzt. Für die SPD trat Klaus Klingner, Justizminister in Schleswig-Holstein, an.
Die Union konnte auf die Infrastruktur der ehemaligen Blockparteien CDU und Demokratische Bauernpartei Deutschlands (DBD) zurückgreifen, die FDP auf die Strukturen der Liberal-Demokratischen Partei Deutschlands (LDPD) und der National-Demokratischen Partei Deutschlands (NDPD). Beide Parteien verfügten so über Druckmaschinen, Telefone, Helfer und Geld. Zudem scheute die Bonner Parteizentrale der Union, allen voran Helmut Kohl, im Wahlkampf keine Kosten und Mühen. Die in der DDR-Opposition neu gegründete SPD sowie die Bürgerbewegungen hatten dem wenig entgegenzusetzen.

## Ergebnis
| Listen                       | Listen                                            | Erststimmen | Erststimmen | Erststimmen | Zweitstimmen | Zweitstimmen | Zweitstimmen | Mandate Gesamt |
| Listen                       | Listen                                            | Stimmen     | %           | Mandate     | Stimmen      | %            | Mandate      | Mandate Gesamt |
| ---------------------------- | ------------------------------------------------- | ----------- | ----------- | ----------- | ------------ | ------------ | ------------ | -------------- |
|                              | Christlich Demokratische Union Deutschlands (CDU) | 349.309     | 39,1        | 29          | 343.447      | 38,3         | –            | 29             |
|                              | Sozialdemokratische Partei Deutschlands (SPD)     | 225.398     | 25,2        | 4           | 242.147      | 27,0         | 17           | 21             |
|                              | Partei des Demokratischen Sozialismus (LL/PDS)    | 144.570     | 16,2        | –           | 140.397      | 15,7         | 12           | 12             |
|                              | Freie Demokratische Partei (FDP)                  | 48.738      | 5,5         | –           | 49.104       | 5,5          | 4            | 4              |
|                              | Grüne Partei in der DDR (Grüne)                   | 42.054      | 4,7         | –           | 37.336       | 4,2          | –            | –              |
|                              | Neues Forum (Forum)                               | 29.442      | 3,3         | –           | 26.230       | 2,9          | –            | –              |
|                              | Bündnis 90 (Bü90)                                 | 22.976      | 2,6         | –           | 19.948       | 2,2          | –            | –              |
|                              | Christlich-Soziale Union (CSU)                    | 8.976       | 1,0         | –           | 9.975        | 1,1          | –            | –              |
|                              | Die Republikaner (REP)                            | –           | –           | –           | 7.640        | 0,9          | –            | –              |
|                              | Deutsche Soziale Union (DSU)                      | 11.313      | 1,3         | –           | 6.740        | 0,8          | –            | –              |
|                              | Deutsche Biertrinker Union (DBU)                  | 3.670       | 0,4         | –           | 4.936        | 0,6          | –            | –              |
|                              | Landesverband Vorpommern (LVP)                    | 4.014       | 0,4         | –           | 4.530        | 0,5          | –            | –              |
|                              | Nationaldemokratische Partei Deutschlands (NPD)   | –           | –           | –           | 1.499        | 0,2          | –            | –              |
|                              | Die Grauen – Graue Panther (GRAUE)                | 462         | 0,1         | –           | 1.225        | 0,1          | –            | –              |
|                              | Freie Alternative Bürgerunion (FaBU)              | 1.734       | 0,2         | –           | 845          | 0,1          | –            | –              |
|                              | Einzelkandidaten                                  | 453         | 0,1         | –           | –            | –            | –            | –              |
| Gesamt                       | Gesamt                                            | 893.109     | 100         | 33          | 895.999      | 100          | 33           | 66             |
|                              |                                                   |             |             |             |              |              |              |                |
| Ungültige Stimmen            | Ungültige Stimmen                                 | 33.111      | 3,6         |             | 30.221       | 3,3          |              |                |
| Wähler                       | Wähler                                            | 926.220     | 64,7        |             | 926.220      | 64,7         |              |                |
| Wahlberechtigte              | Wahlberechtigte                                   | 1.431.020   |             |             | 1.431.020    |              |              |                |
|                              |                                                   |             |             |             |              |              |              |                |
| Quelle: Landtagswahlen 10/90 |                                                   |             |             |             |              |              |              |                |

Erwartungsgemäß wurde die CDU deutlich stärkste Kraft im Schweriner Landtag. Dennoch kam es zu einem Patt: Sowohl die Union und die FDP auf der einen als auch SPD und PDS auf der anderen Seite erhielten zusammen jeweils 33 Mandate. Der Übertritt von Wolfgang Schulz, bis September 1990 Mitglied der SPD, zur CDU löste die Pattsituation auf, sodass die CDU mit der FDP, die die Fünf-Prozent-Hürde knapp hatte überwinden können, eine schwarz-gelbe Koalition bilden konnte. Schulz wurde als Bürgerbeauftragter in die Regierungsarbeit eingebunden. Bereits am 27. Oktober 1990 wurde Alfred Gomolka zum Ministerpräsidenten gewählt (Kabinett Gomolka). Am 19. März 1992 trat er jedoch infolge der Krise um die Privatisierung der Werften zurück. Sein  Amtsnachfolger wurde der bisherige Generalsekretär der CDU Berndt Seite (Kabinett Seite I). Klaus Klingner blieb nach der Wahl Justizminister in Kiel.
Die Gruppierungen der Bürgerbewegung, die maßgeblich an der demokratischen Umwandlung der DDR beteiligt war, erzielten zwar insgesamt 9,3 Prozent der Stimmen und somit das zweitbeste Ergebnis, nach der Abgeordnetenhauswahl in Berlin (11,4 %) bzw. der Stadtverordnetenversammlungwahl in Ost-Berlin (12,6 %), der Landtagswahlen 1990; da aber Grüne, Neues Forum und Bündnis 90 mit drei getrennten Wahllisten antraten, scheiterten alle jeweils an der Sperrklausel. So blieb Mecklenburg-Vorpommern das einzige der Neuen Bundesländer ohne eine parlamentarische Vertretung der Bürgerbewegung. Ein Einzug in den Landtag wäre auch insofern von Bedeutung gewesen, als in diesem Fall CDU und FDP keine Mehrheit gehabt hätten, sodass es wahrscheinlich zu einer großen Koalition gekommen wäre.
Hatte die Wahlbeteiligung bei den ersten demokratischen Volkskammerwahlen am 18. März noch 92,9 Prozent und bei den Kommunalwahlen am 6. Mai 72,4 Prozent betragen, so rutschte sie bei der Landtagswahl auf 64,8 Prozent ab.